# Гмох, Яцек
Яцек Войцех Гмох (пол. Jacek Wojciech Gmoch; род. 13 января 1939, Прушкув, Прушковский повет) — польский футболист, тренер и комментатор. Будучи игроком, он провёл большую часть своей карьеры, играя за варшавскую «Легию» (Варшава) в качестве защитника и сыграл 29 матчей за национальную сборную Польшу. После травмы, положившей конец его карьере, он стал успешным тренером, выиграв множество титулов в Польше, Греции и на Кипре, а также руководя национальной сборной Польши.

## Клубная карьера
Гмох начал свою карьеру футболиста, играя за местный детский клуб «Знич» в 1953 году. После впечатляющего периода он перешёл в варшавскую «Легию», где сыграл более 300 игр. Успешно играя футбол в столичном клубе, он параллельно окончил факультет коммуникаций Варшавского политехнического университета. С «Легией» он дважды выигрывал Кубок Польши (в 1964 и 1966 годах) и внёс вклад в начало успешного сезона 1968/69, выиграв национальный чемпионат. В этот период он также стал постоянным игроком национальной сборной Польши (29 матчей).

## Карьера тренера
После серьезной травмы в товарищеском матче Гмох начал свою тренерскую карьеру, начав с должности помощника тренера в варшавской «Легии» в 1969—1971 годах. Достигнув еще одного чемпионата Польши в сезоне 1969/1970 и дойдя до полуфинала Кубка европейских чемпионов в том же сезоне. В следующем сезоне «Легия» заняла второе место в национальном чемпионате и дошла до четвертьфинала Кубка европейских чемпионов, проиграв мадридскому «Атлетико». Вскоре после этого ему предложил работу помощника главного тренера Казимежа Гурского в штабе национальной сборной Польши, которая продлилась с 1971 по 1974 года. Вместе они добились олимпийского золота в Мюнхене в 1972 году, а также 3-го места на чемпионате мира 1974 года, которые по сей день считаются величайшими футбольными достижениями Польши. После чемпионата мира он покинул национальную сборную и переехал в США, чтобы продолжить свою научную карьеру в Университете Пенсильвании (1975—1976). Однако в 1976 году вернулся в международный футбол, когда ему после ухода Гурского предложили должность главного тренера национальной сборной Польши. Ему удалось пройти квалификацию на чемпионат мира 1978 года, заняв первое место в своей отборочной группе с Португалией, Данией и Кипром. В финальном этапе в Аргентине поляки дошли до второго раунда, где в конечном итоге заняли 5-е место в итоговом рейтинге, проиграв только Бразилии и Аргентине по ходу турнира. После чемпионата мира он ушел с работы в сборной, перейдя в клубную тренерскую карьеру.
В Норвегии он стал главным тренером клуба «Шейд» в 1979 году, где спас команду от вылета в свой единственный сезон. Затем он отправился в Грецию и сначала работал тренером в ПАС (Янина) в период с 1979 по 1981 года, заняв 6-е место в своём первом сезоне. Позже он руководил клубами «Аполлон» в сезоне 1981/1982 и «Ларисой» в сезоне 1982/1983, где с последним занял второе место в греческой лиге. Впоследствии, в 1983 году он был назначен главным тренером в «Панатинаикос». В первом сезоне клуб оформил «Золотой дубль», а в следующем (1984/1985) — второе место в лиге и во второй раз в своей истории выход в полуфинал Кубка европейских чемпионов, где уступила «Ливерпулю». Несмотря на этот успех, руководство «Панатинаикоса» уволило его в конце сезона. Согласно газетам того времени, одной из причин его увольнения было то, что он не терпел вмешательства руководства в команду.
В сезоне 1985/1986 он стал главным тренером клуба АЕК, заняв с ним 3-е место, а в следующем сезоне он снова стал тренером «Ларисы». В сезоне 1987/1988 его команда исторически выиграла свой первый и единственный чемпионат Греции, и до сегодняшнего дня это единственная команда за пределами Афин и Салоников, которая сделала это. После «Ларисы» он работал тренером «Олимпиакоса» в сезоне 1988/1989, снова заняв второе место в лиге, и Арисав сезоне 1990/1991. В 1991 году он отправился на Кипр, чтобы стать тренером АПОЭЛ, где с командой выиграл чемпионат, Кубок и Суперкубок. Он оставался там до середины сезона 1992/1993. Позже он работал в «Атинаикосе» (1994—1995), «Этникосе» (Пирей) (1995—1996), АПОЭЛ (1996—1997), где выиграл еще один Суперкубок и прошел отбор на Кубок УЕФА, в «Ионикосе» (1997—1998), заняв рекордное для клуба 5-е место в лиге, в «Каламате» (1998—1999), обеспечив себе выход в высший дивизион, в «Паниониосе» (1999) и снова в «Ионикосе» в сезоне 2002/2003.
После завершения карьеры тренера он был членом польской олимпийской сборной на летних Олимпийских играх 2004 года в Афинах. Позже он также стал миноритарным акционером и президентом варшавской «Легии», а также продолжил карьеру в качестве телевизионного комментатора для нескольких сетей. Он, в частности, комментировал матчи Лиги чемпионов для греческого телевидения ERT, а также международные турниры в Польше для каналов Polsat и TVP.
15 ноября 2010 года Гмох занял пост исполняющего обязанности главного тренера «Панатинаикоса» после Никоса Ниоплиаса, который ушёл в отставку после серии плохих результатов в первой части сезона 2010/2011. В качестве временного тренера он победил «Ираклис» в своём единственном матче, прежде чем его сменил новый тренер Жезуалду Феррейра. Игра закончилась со счетом 4:2, несмотря на то, что «Ираклис» выиграл первый тайм (2:0), и когда игра закончилась, толпа на стадионе аплодировала ему, чтобы поблагодарить за всё, что он сделал для клуба.

## Статистика тренера
| Польша             | 16 октября 1976 | 6 сентября 1978 | 27  | 17  | 3   | 7   | 62.96  |
| ПАС (Янина)        | 4 декабря 1979  | 30 июня 1981    | 63  | 25  | 15  | 23  | 39.68  |
| Лариса             | 1 июля 1982     | 30 июня 1983    | 35  | 18  | 9   | 8   | 51.43  |
| Панатинаикос       | 1 июля 1983     | 19 июня 1985    | 88  | 56  | 22  | 10  | 63.64  |
| АЕК                | 1 июля 1985     | 23 мая 1986     | 41  | 19  | 12  | 10  | 46.34  |
| Лариса             | 1 июля 1986     | 2 мая 1988      | 76  | 37  | 14  | 25  | 48.68  |
| Олимпиакос (Пирей) | 1 июня 1988     | 8 марта 1989    | 26  | 15  | 6   | 5   | 57.69  |
| Арис (Салоники)    | 29 января 1990  | 16 апреля 1991  | 57  | 20  | 18  | 19  | 35.09  |
| АПОЭЛ              | 1 июля 1991     | 30 апреля 1993  | 67  | 40  | 16  | 11  | 59.70  |
| Лариса             | 1 июля 1993     | 1 ноября 1993   | 15  | 7   | 3   | 5   | 46.67  |
| АПОЭЛ              | 1 июля 1996     | 28 февраля 1997 | 27  | 18  | 3   | 6   | 66.67  |
| Ионикос            | 4 марта 1997    | 30 июня 1998    | 49  | 23  | 12  | 14  | 46.94  |
| Панатинаикос       | 15 ноября 2010  | 21 ноября 2010  | 1   | 1   | 0   | 0   | 100.00 |
| Итог               | Итог            | Итог            | 572 | 296 | 133 | 143 | 51.75  |

## Достижения

### Как игрок

#### «Легия»
- Чемпион Польши: 1968/69
- Обладатель Кубка Польши: 1963/64, 1965/66

### Как ассистент главного тренера

#### «Легия»
- Чемпион Польши: 1969/70
- Обладатель Кубка Польши: 1972/73

#### Польша
- Олимпийский чемпион: 1972
- Бронзовый призёр чемпионата мира: 1974

### Как главный тренер

#### «Лариса»
- Чемпион Греции: 1987/88

#### «Панатинаикос»
- Чемпион Греции: 1983/84
- Обладатель Кубка Греции: 1983/84

#### АПОЭЛ
- Чемпион Кипра: 1991/92
- Обладатель Кубка Кипра: 1992/93
- Обладатель Суперкубка Кипра: 1992, 1993, 1996, 1997